# Diphete Bopape
Heniel Diphete D. Bopape (né en 1957) est un romancier, dramaturge et journaliste sud-africain.

## Biographie
Bopape est né dans l'ancienne province du Transvaal, dans ce qui est aujourd’hui le Limpopo. Il obtient un baccalauréat en psychologie de l'Université d'Afrique du Sud en 1987. À l’époque, il donne des conférences à temps plein au Dr. C.N. Phatudi College. Il est propriétaire et rédacteur en chef de Seipone, un journal vernaculaire du Limpopo.
Son roman Lenong la Gauta (1982) est le premier roman policier écrit en sepedi,
.

## Œuvres
Pièces de théâtre
- Makgale, Pretoria: Van Schaik, 1978  (ISBN 9780627009815)

Romans
- Lenong la Gauta [A Golden Vulture], Pretoria: Van Schaik, 1982
- Dikeledi [Tears], Pretoria: Van Schaik, 1985
- Rena Magomotša, Pretoria: De Jager-HAUM, 1987

Nouvelles
- Bogobe bja Tswiitswii [Porridge of Tswiitswii], Pretoria: De Jager-HAUM, 1985  (ISBN 9780798615303)